# Inácio Krause
Dom Inácio Krause (Ignacy Krause), CM (Mielno, 9 de junho de 1896 – Araucária, 31 de agosto de 1984), foi um bispo católico no Brasil e na China.
Filho de agricultores, Krause cursou Filosofia e Teologia em Cracóvia. Professou os votos na Congregação da Missão em 1912, e sua ordenação presbiteral ocorreu em 22 de junho de 1919. No Brasil, foi vigário cooperador em Prudentópolis, Paraná, de 1921 a 1929. Enviado para a China, foi vigário da Paróquia de Shunteh (Xingtai), Hebei, de 1930 a 1933, até ser nomeado, em 26 de outubro de 1933, Prefeito Apostólico.
Com a Prefeitura apostólica elevada à Vicariato apostólico, foi eleito bispo em 13 de janeiro de 1944, com a sé titular de Binda e Vigário Apostólico de Shunteh (Xingtai). Recebeu a ordenação episcopal no dia 23 de abril de 1944, das mãos de Dom Paul Leon Cornelius Montaigne, sendo concelebrante Dom Giobbe (Job) Chen Chi-ming e Dom John Chang Pi-te. Com a elevação do Vicariato à Diocese, em 1946, torna-se bispo diocesano.
Com o governo comunista, em 1949 Dom Krauze foi julgado e expulso da China. Nos Estados Unidos, trabalhou entre 1949-1952. A seguir voltou para o Brasil, onde exerceu o ministério na organização de novas dioceses. Foi um dos padres conciliares no Vaticano II.
A Congregação da Missão Província do Sul, sediada em Curitiba, junto à Diocese de São José dos Pinhais, deu os primeiros passos para iniciar um processo de sua beatificação por virtudes heroicas.

## Episcopado
- 13 de janeiro de 1944, Vicariato apostólico de Shunteh (Xingtai), China[1]
- 11 de abril de 1946, Bispo de Shunteh (Xingtai)[1]
- 1950, Bispo-auxiliar da Arquidiocese de Curitiba[1]
- 1953-1954, Bispo-auxiliar da Diocese de Joinville[3]
- 1955-1957, Administrador Apostólico da Diocese de Joinville[6]
- 1958-1959, Administrador da Prelazia de Laranjeiras do Sul[3]
- 1959-1960, Administrador apostólico das dioceses de Campo Mourão[3] e Toledo[7]
- 1963, renúncia ao munus de bispo-auxiliar de Curitiba[1]
- 1983, renúncia ao munus de bispo de Xingtai.[1]

## Ordenações episcopais
Dom Inácio foi concelebrante da ordenação episcopal de:
- Gregório Warmeling
- Pedro Filipak